# Adela Azcuy
Gabriela de la Caridad Azcuy Labrador, conocida como Adela Azcuy (Viñales, 18 de marzo de 1861–La Habana, 14 de marzo de 1914), fue una patriota cubana que participó en la guerra de independencia de su país. De una personalidad inquieta, practicó desde muy joven el manejo de las armas y también cultivó su intelecto, llegando a escribir poemas. Contrajo matrimonio en 1886, pero su esposo falleció de viruela. Cinco años después se casó con el español Castor del Moral, mas sin embargo la relación no progresó debido a sus posiciones políticas con respecto al destino de Cuba.
En el año 1896 formó parte de la milicia del teniente coronel Miguel Lores en Gramales donde, a pesar de las reticencias por su condición de mujer, logró formar parte de la Sanidad Militar. Según un testimonio:

En Cañas, entre Guane y Mantua, en 1897 y en el fragor de una batalla, la señora Azcuy apeóse del caballo para curar a los heridos, en momentos de tan grave peligro que los facultativos se habían temporalmente retirado.

Pasado el conflicto, en el que Azcuy recibió el grado de capitán, se dedicó a la actividad política como Secretaria de la Junta de Educación. Falleció en La Habana el 14 de marzo de 1914.